# Ligne ferroviaire régionale du Latium FL7
La ligne FL7 (FR7 jusqu'en 2012) est le nom d'une ligne du service ferroviaire régional du Latium, intégré au Service ferroviaire suburbain de Rome. 

## Gares
| Gare                  | Commune            | Ouverture | Correspondance | Note                                             | Zone de tarification, |
| --------------------- | ------------------ | --------- | -------------- | ------------------------------------------------ | --------------------- |
| Rome Termini          | Rome               | 1862      | ATAC           | Billetterie · Escalator · Ascenseur · Bar · Taxi | A                     |
| Torricola             | Rome               | 1917      | (S8)           | Fin de la zone urbaine de Rome                   | A                     |
| Pomezia-Santa Palomba | Pomezia            | 1920      | ATAC           |                                                  | B                     |
| Campoleone            | Aprilia            | 1920      | (S8)           | Billetterie                                      | C                     |
| Cisterna di Latina    | Cisterna di Latina | 1922      |                | Billetterie · Bar                                | C                     |
| Latina                | Latina             | 1922      | COTRAL         |                                                  | D                     |
| Sezze Romano          | Sezze              |           |                |                                                  | D                     |
| Priverno-Fossanova    | Priverno           |           | COTRAL         | Billetterie                                      | E                     |
| Monte San Biagio      | Monte San Biagio   |           |                |                                                  | E                     |
| Fondi-Sperlonga       | Fondi              |           |                |                                                  | E                     |
| Itri                  | Itri               |           |                |                                                  | F                     |
| Formia-Gaeta          | Formia             | 1892      | COTRAL         | Billetterie · Ascenseur · Bar · Taxi             | F                     |
| Minturno-Scauri       | Minturno           | 1892      | COTRAL         |                                                  | F                     |